# Український республікансько-демократичний клуб
Український республікансько-демократичний клуб — громадсько-політична організація української еміграції у Чехословаччині.
У 1925 за ініціативою політичних діячів Державного Центру УНР в екзилі з числа членів української радикально-демократичної партії (УРДП) був створений у Празі Український республікансько-демократичний клуб. Крім членів УРДП в організацію також входили представників інших політичних напрямів. Установчі збори УРДК відбулися 22 грудня 1925.

## Структура
УРДК керувала управа у складі голови, його заступників, членів, секретаря та скарбника. На чолі Клубу були професори Олександр Лотоцький (1925–1928), Кость Мацієвич (1928–1931) і Максим Славінський (з 1931). Клуб складався з секцій (відділів): літературно-музичний; військово-історичний; бюро праці. Також створювалися комісії для проведення окремих заходів (влаштування ювілею Олександра Олеся, комісія з організації свят тощо).

## Діяльність
Своїм головним завданням УРДК вважав проведення культурної і політично-освітньої діяльності як для своїх членів, так і широкого загалу української еміграції. Клуб влаштовував академії, товариські сходини, на яких виголошувалися доповіді, подавалися реферати, присвячені національним святам, відомим подіям чи особам. Доповідачами були відомі громадсько-політичні діячі української еміграції, професори українських вищих шкіл, військові, зокрема, О.Алмазов, О.Безпалко, Л.Білецький, І.Бочковський, Д.Дорошенко, М.Левицький, Р.Лісовський, М.Літвицький, П.Лисянський, О.Лотоцький, М.Омелянович-Павленко, В.Приходько, В.Прохода, С.Сірополко, М.Славінський, С.Смаль-Стоцький, П.Феденко, В.Філонович, А.Чернявський, О.Шульгин, А.Яковлів, чеські науковці Я.Бідло, Й.Хорват, Ф.Лом. За період з 1 січня 1926 по 1 січня 1936 були влаштовані 41 академія і 83 сходини, на яких виголошено 203 доповіді. Крім цього було організовано 9 вечірок.
Для емігрантів проводился просвітницькі акції. Так у 1929 для членів української громади у Празі та Подєбрадах лекції з різних галузей українознавства читали такі відомі науковці, як Д.Антонович, І.Бочковський, О.Лотоцький, В.Садовський, В.Сімович, М.Славінський, брати Тимошенки, П.Феденко, Д.Чижевський та інші.
УРДК брала участь у різноманітних сферах громадсько-політичного життя української еміграції. Клуб приєднався до акцій протесту Українського Об'єднання у ЧСР про зазначення національності у паспортах українців, виданих Нансенівським комісаріатом у справах біженців, засудження політичних репресій в Україні, щодо захисту національних прав українського населення Східної Галичини, підтримував заходи Головної Ради щодо об'єднання еміграції і стягнення національного податку, створення Комітету допомоги голодуючим в Україні, скликання Всеукраїнського національного конгресу тощо.
У 1927 Клуб відкрив Бюро працідля допомогои у працевлаштуванні своїх членів, випускників українських вищих шкіл та взагалі українців-емігрантів. По 1 січня 1936 була надана допомога 318 особам (25 була дана позичка для переїзду в інші країни, 179 — візи, 114 — працевлаштовано).
Для просвітницьких організацій Клуб надавав матеріальну підтримку. Зокрема у 1930 було надана субвенція Товариству «Рідна мова» у Ржевицяхна для допомоги учням місцевої української гімназії, які не отримували стипендії.
Діяльності УРДК була наприкінці 1930-х років.